# Лишин, Андрей Фёдорович
Андре́й Фёдорович Ли́шин (26 мая [7 июня] 1801, Малороссийская губерния — 6 [18] сентября 1898, Санкт-Петербург) — генерал-лейтенант русской императорской армии, директор Петербургского строительного училища.

## Биография

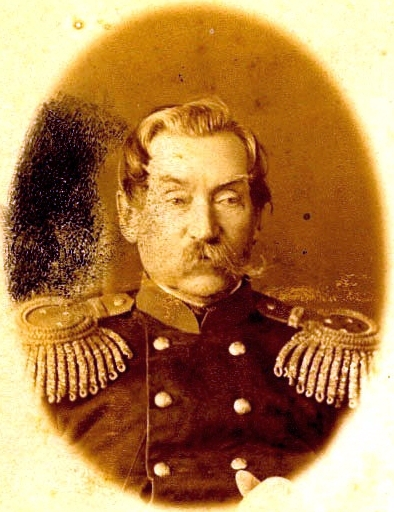
Андрей Фёдорович Лишин, 1890 г.

Родился 26 мая (7 июня) 1801 года, в родовом имении, в селе Вельжичи Мглинского уезда Малороссийской губернии. Отец, Фёдор Андреевич Лишень (1757 — 15.01.1826), был коллежским асессором, судьёй Мглинского уездного суда (с 1807); мать, Прасковья Владимировна, урождённая Губчиц, дочь бунчукового товарища (1763 — 23.05.1840).
В семье было пять сыновей: Григорий, Николай, Пётр, Владимир и Андрей. Все стали военными.
В 1813 году был зачислен в московский университетский благородный пансион, где уже учился его брат Пётр. По окончании его в 1817 году по приглашению одного из своих старших братьев, Николая, он определился на военную службу — в 49-й егерский полк, стоявший тогда в Волынской губернии, в Остроге. Портупей-юнкер — с 1819 года, прапорщик — с июля 1820 года в Житомирском пехотном полку, подпоручик — с 1821 года, батальонный адъютант генерала Гогеля — с 18 июня 1821 года. 11 января 1826 года получил секретное поручение по сбору сведений о восстании Черниговского полка.
18 декабря 1827 года был назначен в Варшаву адъютантом к начальнику Главного Штаба Его Императорского Высочества Цесаревича генералу графу Д. Д. Куруте. В 1829 году назначен начальником Варшавского отделения школы Военных кантонистов. Во время Польского восстания десять месяцев находился под арестом у мятежников в Крулёвском замке. Заслуги его были отмечены: 15 марта 1832 года он получил чин штабс-капитана за отличие и крест Святого Владимира 4 степени.
По причине болезни глаз с 24 февраля 1833 года был прикомандирован к Школе гвардейских подпрапорщиков и кавалерийских юнкеров, а 31 декабря 1833 года был утверждён ротным офицером школы. С 21 апреля 1835 года — капитан, с 16 апреля 1841 года — полковник. Когда А. Ф. Лишин был ещё дежурным офицером, в школе учился М. Ю. Лермонтов, который шутливо отметил:
Вот выходит из дежурной,

Весь в заплатах на штанах,

Словно мраморную урну,

Держит кивер он в руках.
19 ноября 1849 года А. Ф. Лишин назначен директором Петербургского Строительного училища.
С 14 декабря 1851 года — генерал-майор, с 25 января 1866 года — генерал-лейтенант.
Умер 6 (18) сентября 1898 года в возрасте 97 лет. Панихида состоялась в его квартире на набережной Фонтанки, дом № 137, а отпевание в Троицкой Лейб-гвардии Измайловского полка церкви 9 сентября.

## Семья
В июне 1830 года А. Ф. Лишин обратился к своему командиру графу Куруте с просьбой о разрешении ему вступить «в законный брак с воспитанницей состоящего при дворе Его Императорского Высочества в звании камергера князя Ивана Голицына, девицею Констанцией Лоренс». Курута же счёл необходимым испросить согласия Константина Павловича. Согласие Великого князя было получено, и брак Андрея Фёдоровича и Констанции состоялся.
В июне 1831 года в Вольборже (Царство Польское), в условиях польского восстания, Констанция родила первенца, который умер при родах. В марте 1833 года Констанция родила сына, названного родителями в честь деда Константином. В 1843 году родился сын Николай, а к 1844 году супруги имели уже пятерых детей; в 1854 году родился девятый ребёнок, сын Григорий (у всех детей крёстным отцом был император Николай I).

## Награды
Был награждён за время службы:
- 1831 — знак ордена Св. Георгия
- 1832 — орден Св. Владимира 4-й степени
- 1836 — знак отличия 15 лет беспорочной службы
- 1838 — орден Св. Анны 3-й степени
- 1840 — орден Св. Станислава 2-й степени
- 1844 — серебряная медаль с надписью за спасение погибающих, как за человеколюбивый поступок
- 1847 — орден Св. Анны 2-й степени
- 1849 — орден Св. Анны 2-й степени с Императорской Короною
- 1851 — орден Св. Владимира 3-й степени
- 1854 — орден Св. Станислава 1-й степени
- 1856 — орден Св. Анны 1-й степени
- 1856 — бронзовая медаль на Андреевской ленте в память о войне 1853—1856 гг.
- 1859 — орден Св. Анны 1-й степени с Императорской Короною
- 1870 — орден Св. Владимира 2-й степени
- Знаки отличия за 15, 20, 25, 30, 40, 50 лет беспорочной службы.